# Luis Milla Manzanares
Luis Milla Manzanares (Majadahonda, Comunitat de Madrid, 7 d'octubre de 1994) és un futbolista espanyol. Juga de migcampista i el seu equip és el Getafe CF de la Primera Divisió espanyola.
És fill de l'exfutbolista internacional Luis Milla.

## Trajectòria
Luis Milla en la seva etapa juvenil es va formar al Rayo Majadahonda, després va passar per l'Atlètic de Madrid Juvenil i l'Atlètic de Madrid C posteriorment va ser fitxat pel Rayo Vallecano B i el CD Guijuelo, però al Guijuelo no va poder participar-hi en quantitat per una greu lesió.
En la següent temporada seria fitxat per l'AD Alcorcón, però seria cedit al CF Fuenlabrada, després d'una temporada en el Fuenlabrada, seria adquirit per aquest club, com a important reforç per intentar l'ascens a Segona B. La temporada 2017-18, en un partit de Copa del Rei contra el Reial Madrid a l'Estadi Santiago Bernabéu, va marcar un gol des de 25 metres.

### CD Tenerife
Al mercat d'hivern de la temporada 2017-18 seria fitxat pel CD Tenerife per una xifra de 500 000 €, per reforçar el mig del camp. Va fer el seu debut com a professional nou dies després, jugant els 90 minuts complets en un empat 0-0 a casa davant el Reial Valladolid.
En la seva última temporada amb el club canari, el jugador madrileny va marcar una suma de 8 gols i va repartir 6 assistències, sent un dels millors jugadors de segona divisió.

### Granada CF
El 31 de juliol de 2020 va fitxar pel Granada CF per a les següents quatre temporades, debutant així en la màxima categoria del futbol espanyol. El 12 de setembre va debutar amb el seu nou club i va debutar-hi a primera divisió tot marcant un gol amb un gol des de la vora de l'àrea, amb una victòria per 2–0 contra l'Athletic Club.

### Getafe CF
El 25 de juliol de 2022, després del descens del Granada, Milla va signar contracte per cinc anys amb el Getafe CF de primera divisió.

## Vida personal
El seu pare, també anomenat Luis, era futbolista i jugava com a migcampista. Format al planter del FC Barcelona, també va jugar pel Reial Madrid CF, el València CF i la selecció espanyola abans de treballar més tard com a entrenador.